# Escorte du doigt d'Alzon
L'Escorte du doigt d'Alzon est une parade déjantée et haute en couleur autour d'un doigt — perdu et prétendument retrouvé — de la main droite de la statue d'Emmanuel d'Alzon du collège Saint-Michel de Gosselies. Cette parodie des marches de l'Entre-Sambre-et-Meuse se déroule à Charleroi depuis 2017.

## Histoire

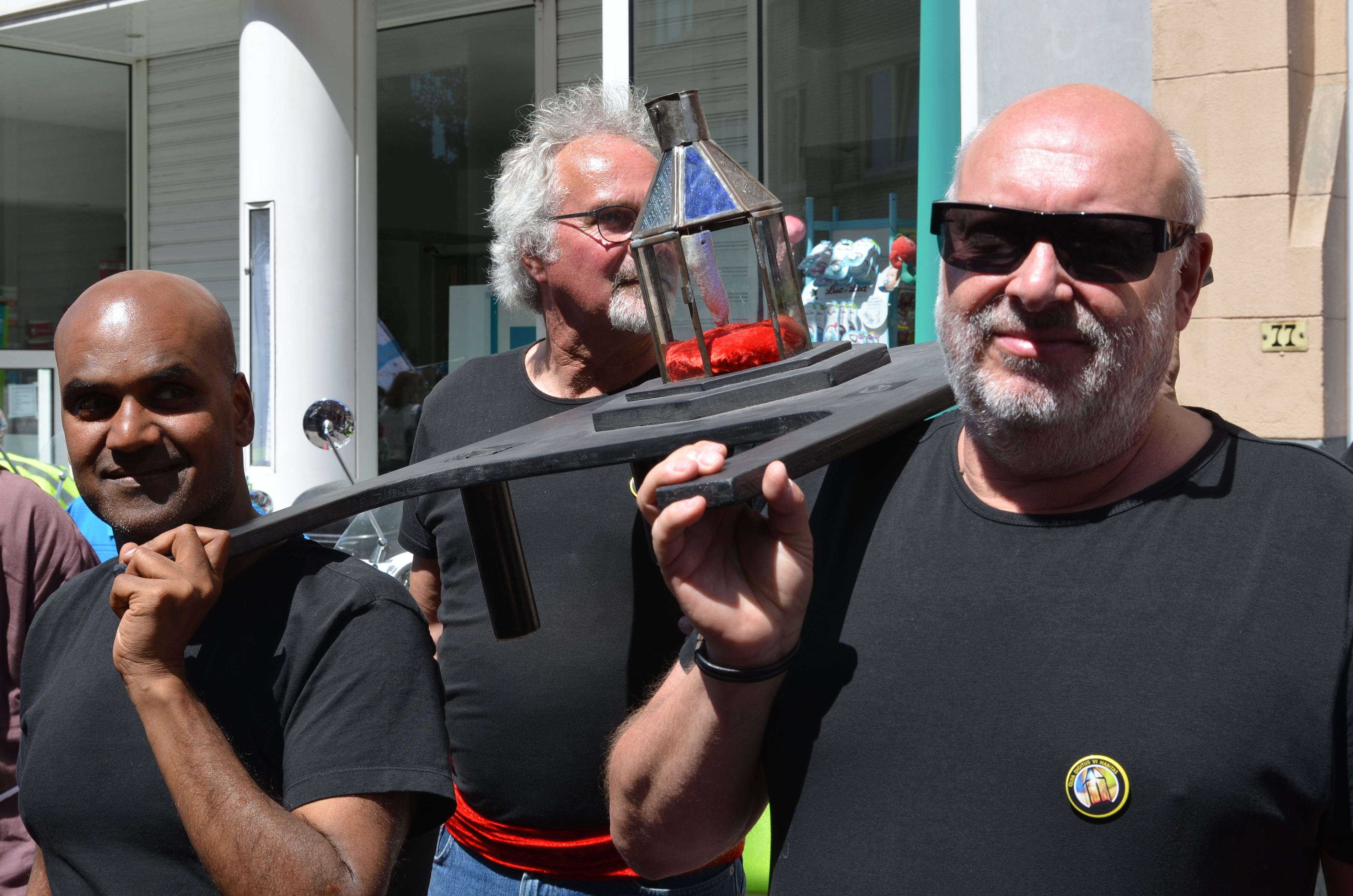
Porteurs du doigt d'Alzon.

Le soir du 30 avril 1978, un doigt de la main droite de la statue d'Emmanuel d'Alzon, érigée dans la cour d'honneur du collège Saint-Michel de Gosselies, tombe accidentellement et disparait. 
Vincent Colin, membre de la confrérie du doigt d'Alzon, raconte, que le 5 novembre 2016, il était avec trois amis « à boire des limonades sur la Place de la Digue et le doigt a réapparu. On s’est dit qu’il y avait miracle et on a tout de suite fondé la confrérie »,.
Cette légende imaginée par les fondateurs de la confrérie est depuis lors le prétexte d'une parade déjantée et haute en couleurs.
Le premier samedi du mois de juin, une escorte est organisée pour « permettre aux nombreux fidèles de se recueillir et d’honorer le Doigt ». L’escorte du doigt d’Alzon défile dans les rues du centre-ville de Charleroi. Un doigt, placé dans une lampe vitrée, est transporté sur les épaules de quatre porteurs. Une référence humoristique directe aux marches de l'Entre-Sambre-et-Meuse. Dans les premières éditions, le nom de procession et la présence de gilles et de marcheurs en uniforme des armées du Premier Empire, soulève pas mal de critiques, notamment de quelques associations folkloriques traditionnelles. En 2019, la festivité prend le nom de « Joyeuse Escorte du doigt d'Alzon internationale », la « Jedaï »,. 
L'escorte se compose d'hommes majorettes, de danseuses… Les déguisements sont tous plus fous les uns que les autres. Il n’y a aucune règle. Le ton est à l’autodérision et au surréalisme. Mais, organisé peu de temps avant la très sérieuse, elle, marche Sainte-Rolende à Gerpinnes, le doigt d’Alzon questionne et bouscule toutes les traditions.
Le côté décalé est poussé à l'extrême. La « montée du Doigt d’Or » parodie de la Ducasse de Mons et la remontée du Car d'Or dans la rampe Sainte-Waudru. Devant la Chapelle Saint-Fiacre, Don Camillo procède à la « Bénédiction du Doigt » et le jet d’ail. 
En 2023 est créée l'ADAlzon, une bière ambrée dont la recette est basée sur la Sambrée créée en 2016 par la Brasserie de l'Abbaye d'Aulne. 
En 2024, cette parodie de procession rassemble près de 300 personnes.

Édition 2019 de la manifestation folklorique.
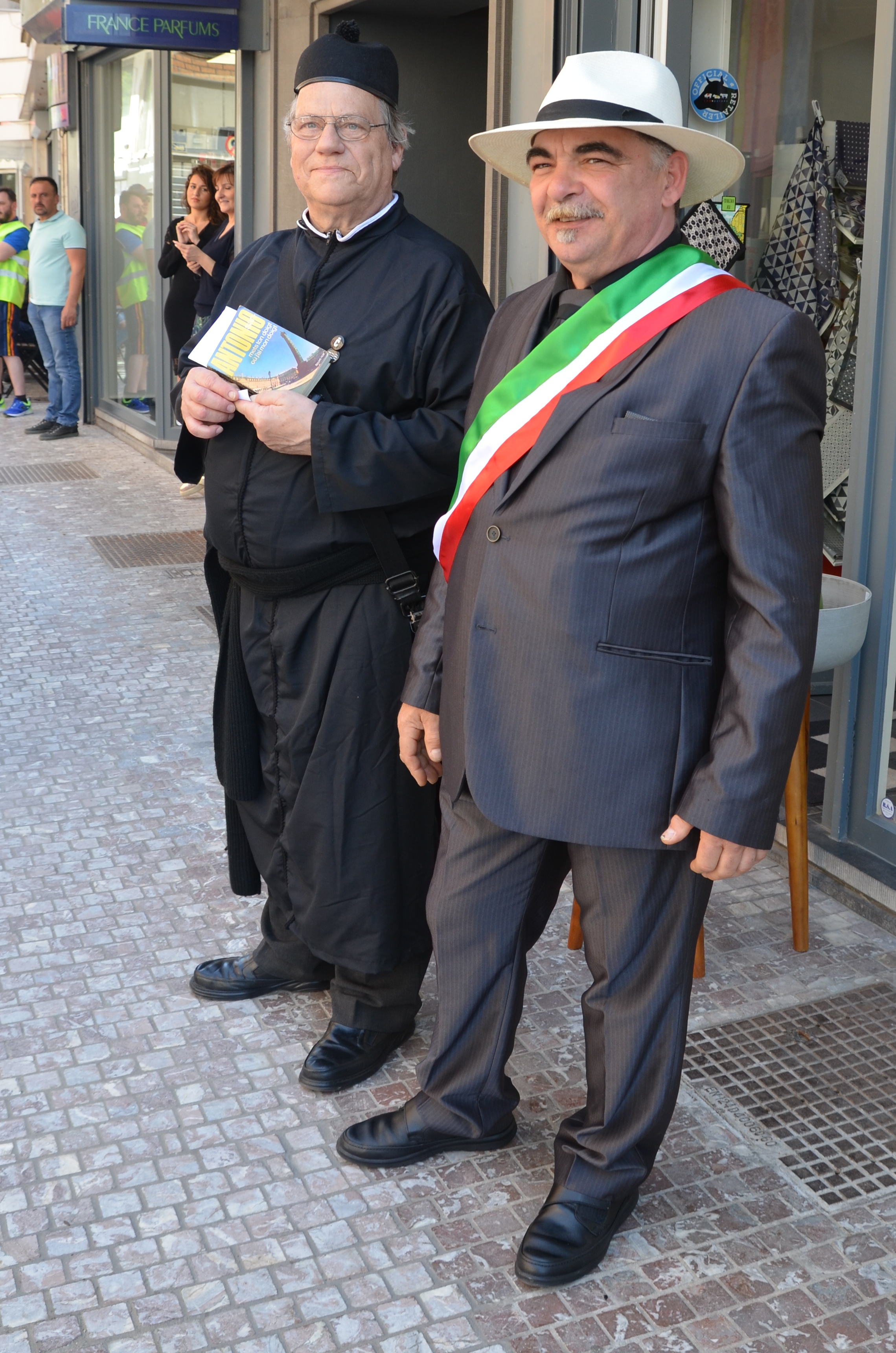
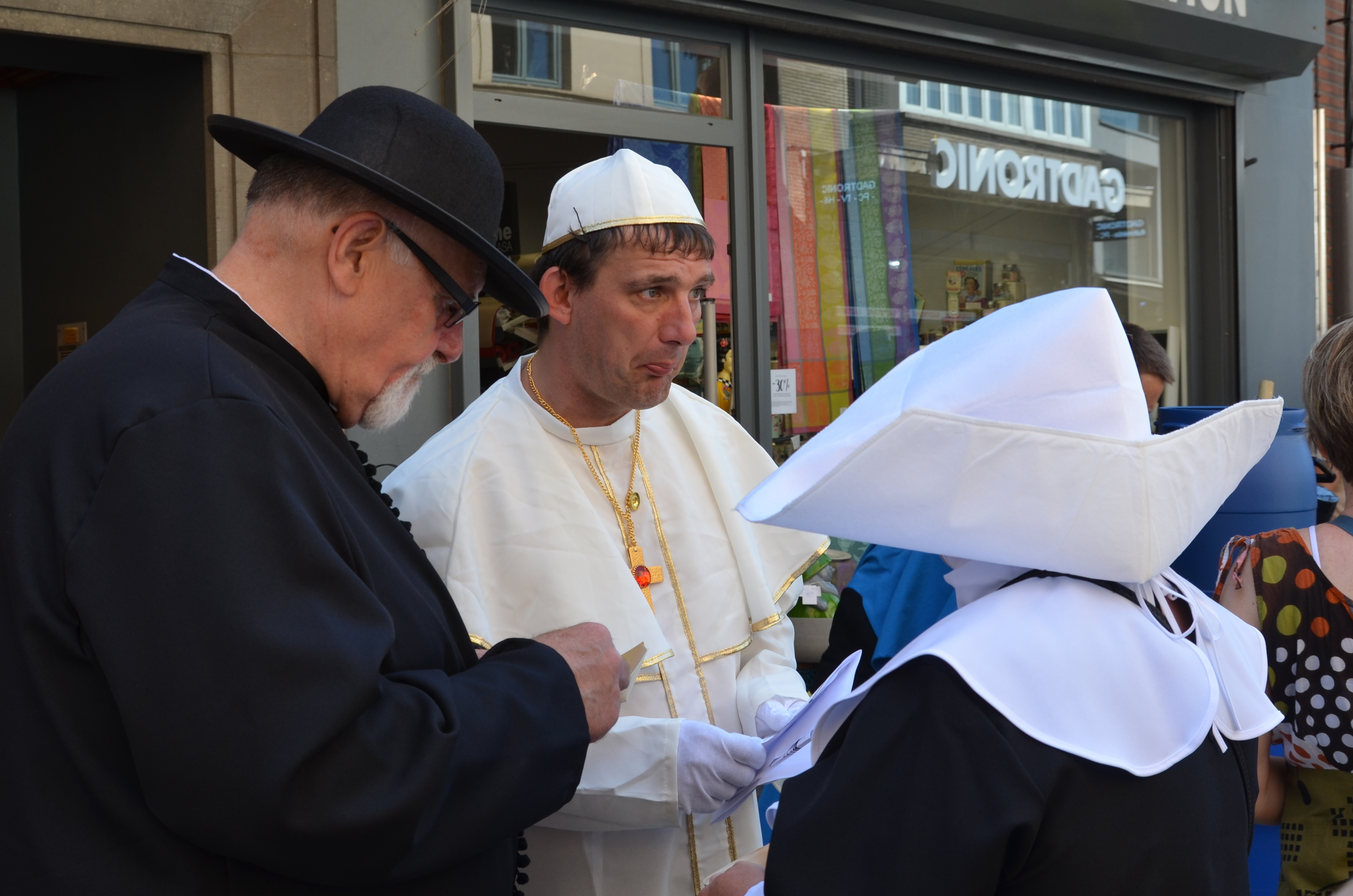
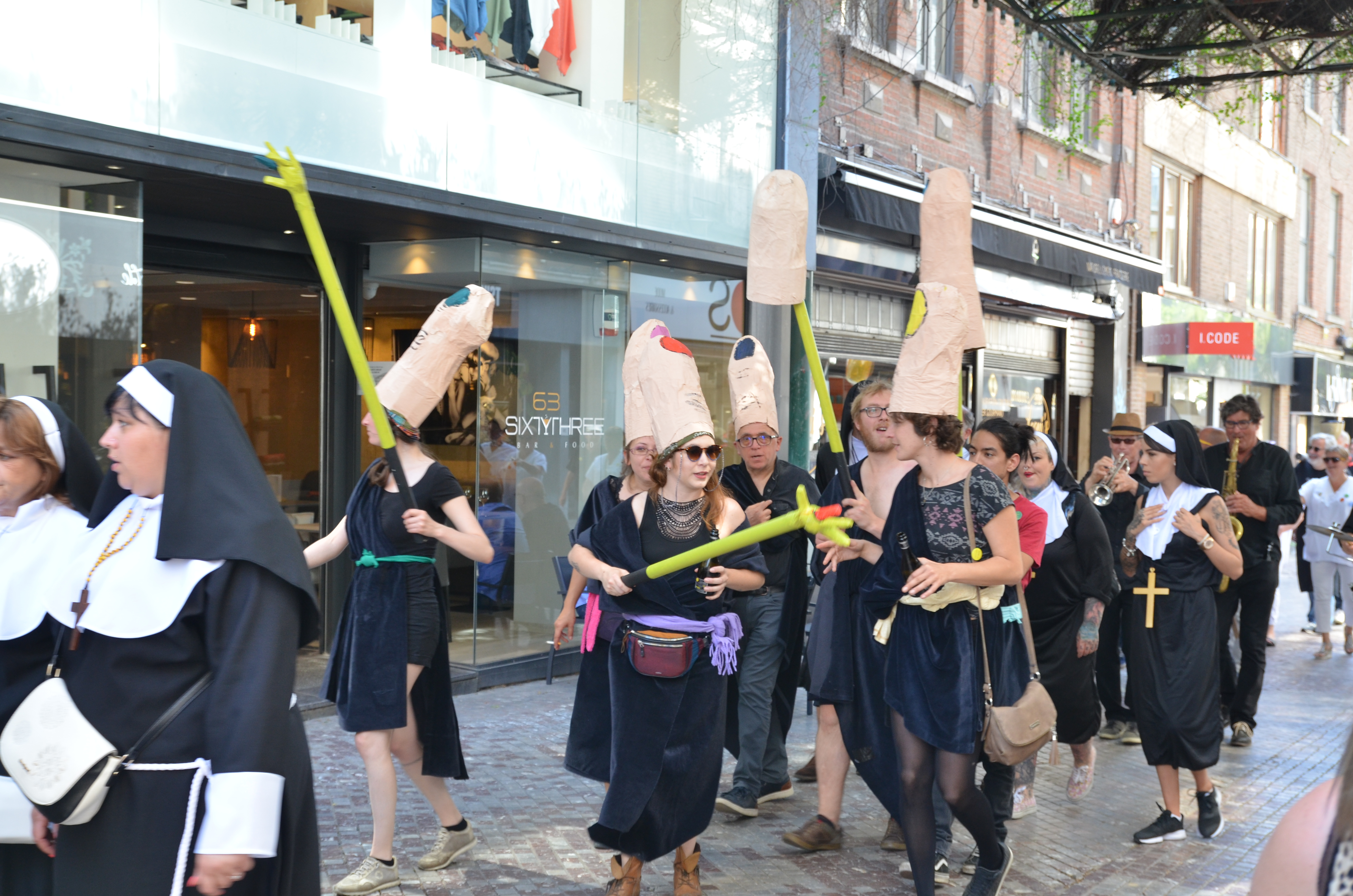
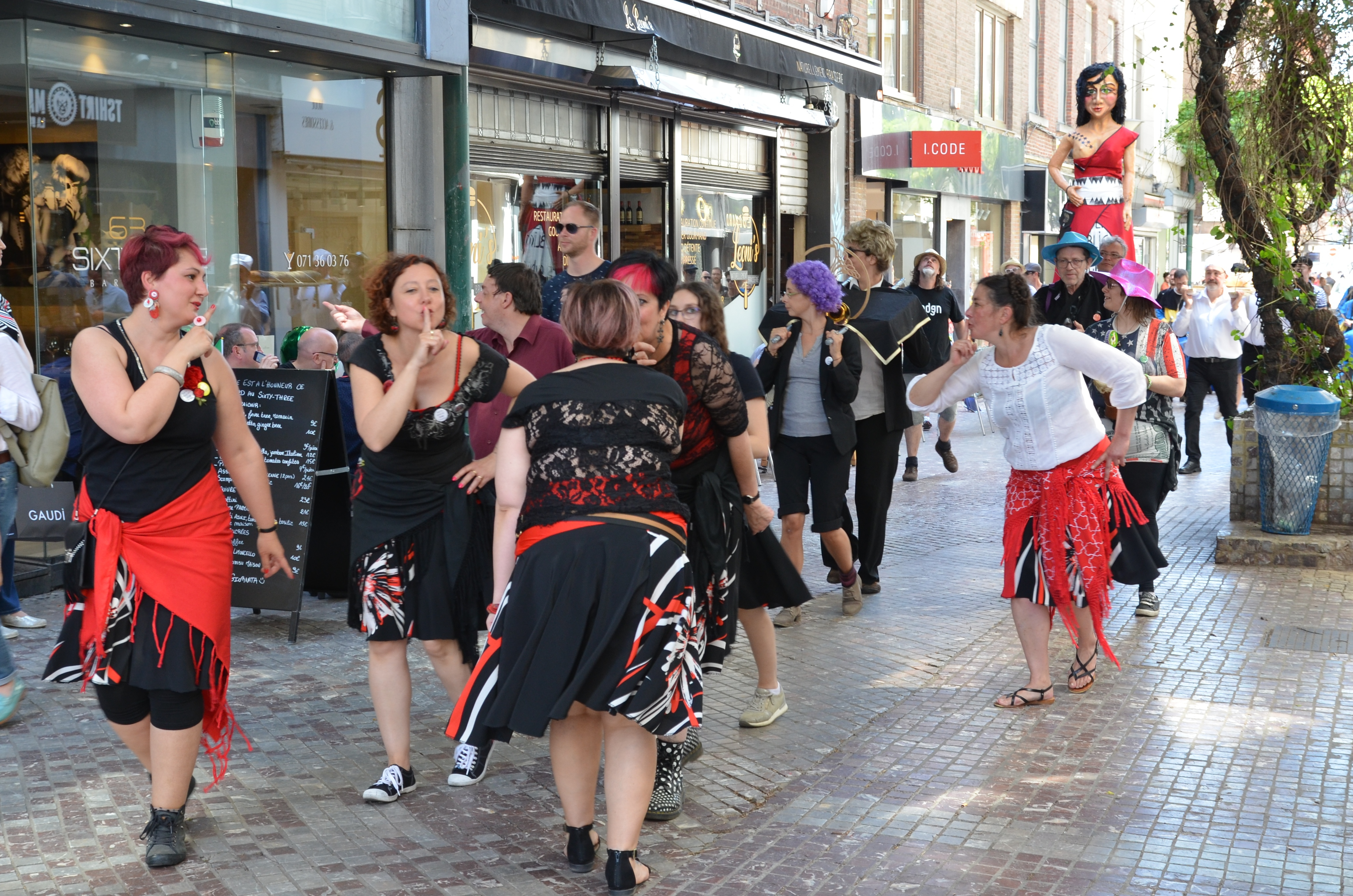
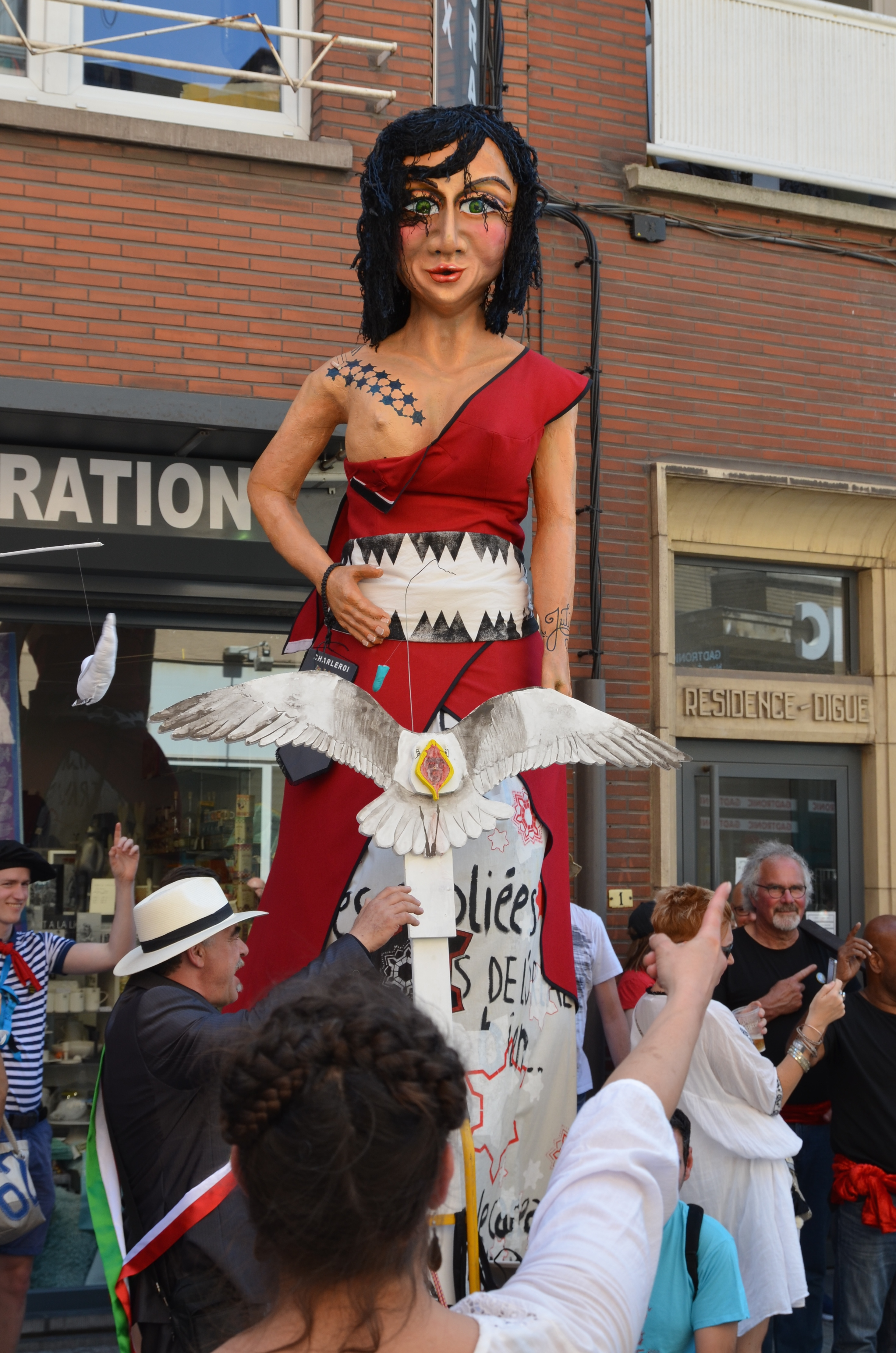